# Lykken svunden og genvunden
|  | Denne artikel er oprettet af botten PalnaBot ud fra en ekstern database. Den kan derfor have sproglige fejl eller mangler. Denne skabelon kan fjernes efter kontrol af indholdet. |

Lykken svunden og genvunden er en film fra 1914 instrueret af Hjalmar Davidsen efter manuskript af Carl Gandrup.